# Ribeira Prata
Ribeira Prata és una vila a l'oest de l'illa de São Nicolau a l'arxipèlag de Cap Verd. Porta el nom del corrent que té un color argentat (argent en portuguès és prata) especialment a les seves roques més petites. Està situada ao kilòmetres al nord de Tarrafal de São Nicolau.

## Subdivisions
Se subdivideix en bairros:	
- Alto Victor
- Barreira
- Chã